# Museo delle cere

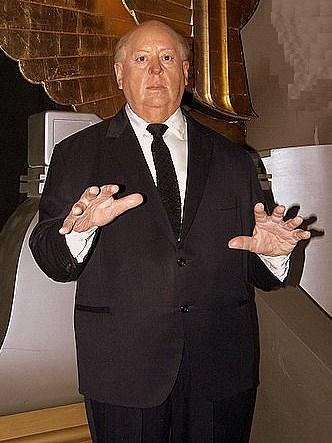
Una statua di Alfred Hitchcock esposta al museo delle cere di Londra.

Un museo delle cere è un museo contenente statue di cera di personaggi famosi.

## Storia
Musei di cere nascono nel XVIII secolo, ma si tratta di cere anatomiche, riproducenti cadaveri dissezionati, e utilizzate essenzialmente per lo studio della medicina e la pratica artistica. Il più antico del genere è il Museo della Specola di Firenze, seguito da quelli di Vienna e di Cagliari.
Più tardi, nel XIX secolo, si diffusero musei di cere che riproducevano personaggi celebri, del presente o del passato. Questa è sicuramente l'accezione più nota oggi. Il più celebre museo delle cere di questa tipologia, nonché uno dei più antichi, è probabilmente Madame Tussaud's a Londra, che oggi vanta più sedi sparse nel mondo.

## Musei nel mondo
- Madame Tussaud's, varie sedi

### Canada
- Royal London Wax Museum a Victoria (Columbia Britannica)

### Francia

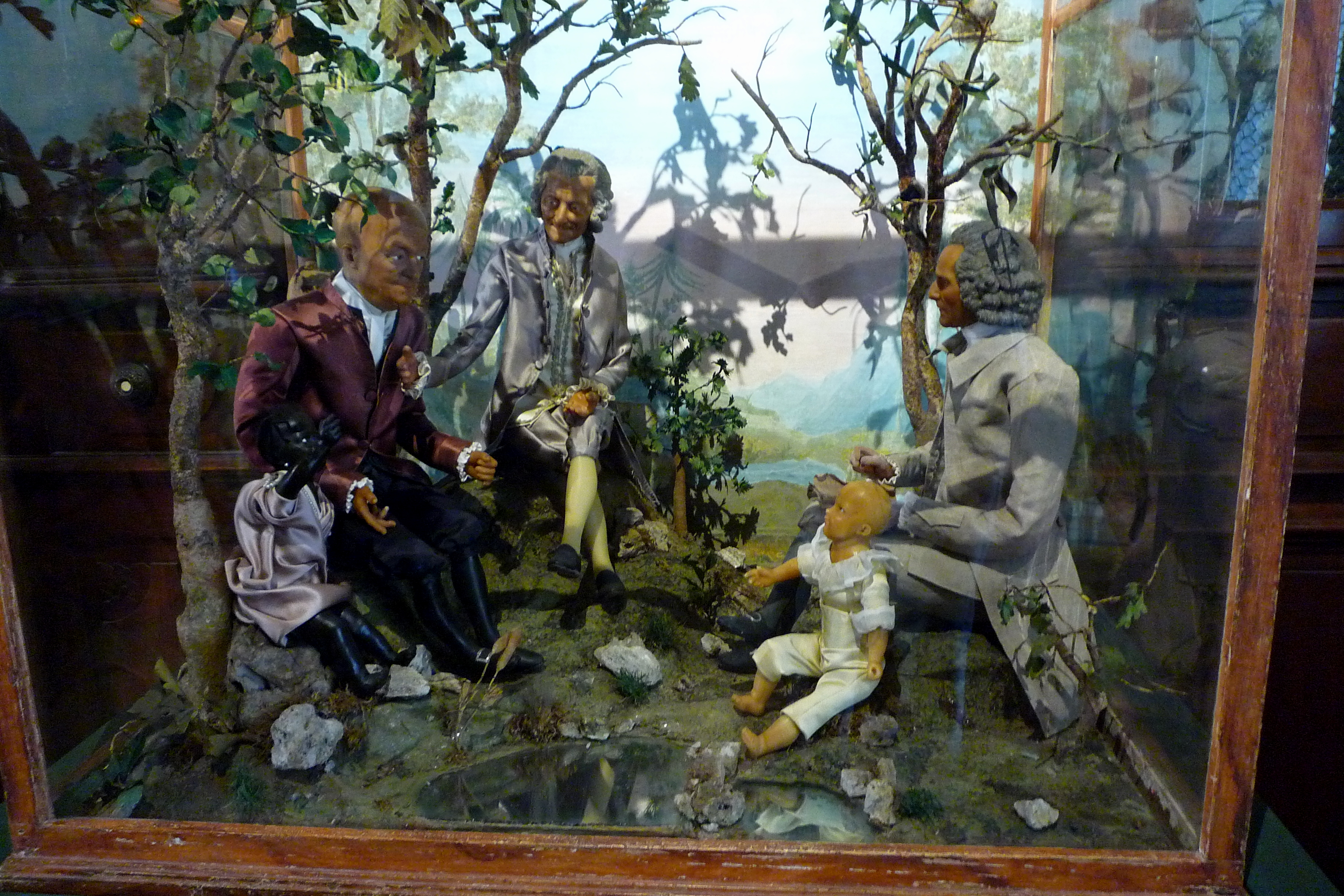
Franklin, Voltaire et Rousseau aux Champs Élysées (1792), cera policroma, Museo della Rivoluzione francese.

- L'Histoire Vivant du Saint Curé d'Ars di Ars-sur-Formans
- Musée Grévin di Parigi
- Musée de Cire di Perros-Guirec

### Irlanda
- The National Wax Museum Plus di Dublino

### Italia
- Museo delle cere a Caserta
- Museo delle cere a Gazoldo degli Ippoliti
- Museo delle cere a Rocca Imperiale
- Museo delle cere a Roma
- Museo delle cere a Grazzano Visconti di Vigolzone

### Messico
- Museu de Cera di Città del Messico
- Museu de Cera di Jalisco
- Museu de Cera di Tijuana
- Museu de Cera di Veracruz

### Polonia
- Muzeum Figur Woskowych di Cracovia

### Portogallo
- Museu de cera di Lisbona

### Regno Unito
- Louis Tussaud House of Wax di Great Yarmouth

### Repubblica Ceca
- Wax Museum di Praga

### San Marino
- Museo delle Cere di San Marino

### Spagna
- Museu de Cera di Barcellona
- Museu de Cera di Madrid

### Stati Uniti
- Josephine Tussaud Museum di Hot Springs (Arkansas)
- Musee Conti Wax Museum a New Orleans (Louisiana)
- Salem Wax Museum di Salem (Massachusetts)

## Musei delle cere in letteratura
- In La bottega dell'antiquario di Charles Dickens la piccola protagonista Nell, in fuga da Londra con il nonno, a Warwick è ospite e lavora nel museo delle cere itinerante di Mrs. Jarley.